# Masaki Iida
Masaki Iida (jap. 飯田 真輝 Iida Masaki; ur. 15 września 1985) – japoński piłkarz występujący na pozycji obrońcy. Obecnie występuje w Matsumoto Yamaga FC.

## Kariera klubowa
Od 2006 roku występował w klubach Tokyo Verdy i Matsumoto Yamaga FC.